# Heterostegane aridata
Heterostegane aridata là một loài bướm đêm trong họ Geometridae.